# حوزه انتخابیه اول نوادا
حوزه انتخابیه اول نوادا یک حوزه انتخابیه مجلس نمایندگان آمریکا است که در ایالت نوادا قرار دارد.